# Orthostichopsis longinervis
Orthostichopsis longinervis är en bladmossart som beskrevs av Brotherus 1906. Orthostichopsis longinervis ingår i släktet Orthostichopsis och familjen Pterobryaceae. Inga underarter finns listade i Catalogue of Life.